# Grand Prix moto du Qatar 2009
Première course du championnat du monde de vitesse moto 2009, le Grand Prix moto du Qatar 2009, est disputé sur le circuit international de Losail, le dimanche 12 avril 2009. Sa particularité est d'avoir lieu de nuit (heure locale 22 h 30 pour l'épreuve de MotoGP). En raison des conditions climatiques, la course 125 cm3 n'a duré que 4 tours, la course 250 cm3 13 tours et la course MotoGp a été reportée au lundi 13 avril.
La présence du logo de Marlboro sur les motos de Casey Stoner et Nicky Hayden marque la dernière apparition d'un sponsor de cigarettier en championnat du monde de vitesse moto. Le papier à cigarette Rizla+ continuera d'apparaître durant quelque temps sur des motos, car il ne s'agit pas directement de tabac.

## Résultats des MotoGP
| Pos | Num | Pilote           | Moto     | Tours | Temps            | Grille | Points |
| --- | --- | ---------------- | -------- | ----- | ---------------- | ------ | ------ |
| 1   | 27  | Casey Stoner     | Ducati   | 22    | 42 min 53 s 984  | 1      | 25     |
| 2   | 46  | Valentino Rossi  | Yamaha   | 22    | + 7 s 771        | 2      | 20     |
| 3   | 99  | Jorge Lorenzo    | Yamaha   | 22    | + 16 s 244       | 3      | 16     |
| 4   | 5   | Colin Edwards    | Yamaha   | 22    | + 24 s 410       | 6      | 13     |
| 5   | 4   | Andrea Dovizioso | Honda    | 22    | + 27 s 263       | 4      | 11     |
| 6   | 15  | Alex De Angelis  | Honda    | 22    | + 29 s 883       | 9      | 10     |
| 7   | 7   | Chris Vermeulen  | Suzuki   | 22    | + 33 s 627       | 8      | 9      |
| 8   | 36  | Mika Kallio      | Ducati   | 22    | + 34 s 755       | 10     | 8      |
| 9   | 24  | Toni Elías       | Honda    | 22    | + 39 s 481       | 12     | 7      |
| 10  | 14  | Randy de Puniet  | Honda    | 22    | + 42 s 284       | 7      | 6      |
| 11  | 3   | Dani Pedrosa     | Honda    | 22    | + 48 s 526       | 14     | 5      |
| 12  | 69  | Nicky Hayden     | Ducati   | 22    | + 48 s 883       | 16     | 4      |
| 13  | 59  | Sete Gibernau    | Ducati   | 22    | + 52 s 215       | 15     | 3      |
| 14  | 33  | Marco Melandri   | Kawasaki | 22    | + 56 s 379       | 11     | 2      |
| 15  | 72  | Yuki Takahashi   | Honda    | 22    | + 1 min 00 s 286 | 17     | 1      |
| 16  | 52  | James Toseland   | Yamaha   | 22    | + 1 min 14 s 978 | 13     |        |
| 17  | 88  | Niccolò Canepa   | Ducati   | 22    | + 1 min 15 s 028 | 18     |        |
| Ab. | 65  | Loris Capirossi  | Suzuki   | 7     | Accident         | 5      |        |

## Résultats des 250 cm³
| Pos | Num | Pilote              | Moto    | Tours | Temps            | Grille | Points |
| --- | --- | ------------------- | ------- | ----- | ---------------- | ------ | ------ |
| 1   | 40  | Héctor Barberá      | Aprilia | 13    | 26 min 50 s 940  | 4      | 25     |
| 2   | 16  | Jules Cluzel        | Aprilia | 13    | + 0 s 826        | 13     | 20     |
| 3   | 63  | Mike Di Meglio      | Aprilia | 13    | + 6 s 181        | 3      | 16     |
| 4   | 4   | Hiroshi Aoyama      | Honda   | 13    | + 6 s 609        | 2      | 13     |
| 5   | 35  | Raffaele De Rosa    | Honda   | 13    | + 6 s 656        | 14     | 11     |
| 6   | 12  | Thomas Lüthi        | Aprilia | 13    | + 6 s 672        | 9      | 10     |
| 7   | 19  | Álvaro Bautista     | Aprilia | 13    | + 7 s 608        | 1      | 9      |
| 8   | 14  | Ratthapark Wilairot | Honda   | 13    | + 8 s 349        | 12     | 8      |
| 9   | 15  | Roberto Locatelli   | Gilera  | 13    | + 15 s 032       | 10     | 7      |
| 10  | 28  | Gábor Talmácsi      | Aprilia | 13    | + 20 s 348       | 6      | 6      |
| 11  | 55  | Héctor Faubel       | Honda   | 13    | + 20 s 465       | 5      | 5      |
| 12  | 48  | Shoya Tomizawa      | Honda   | 13    | + 28 s 402       | 16     | 4      |
| 13  | 52  | Lukáš Pešek         | Aprilia | 13    | + 28 s 906       | 15     | 3      |
| 14  | 6   | Alex Debón          | Aprilia | 13    | + 33 s 779       | 8      | 2      |
| 15  | 25  | Alex Baldolini      | Aprilia | 13    | + 36 s 988       | 17     | 1      |
| 16  | 8   | Bastien Chesaux     | Honda   | 13    | + 1 min 01 s 730 | 21     |        |
| 17  | 10  | Imre Tóth           | Aprilia | 13    | + 1 min 03 s 512 | 18     |        |
| 18  | 56  | Vladimir Leonov     | Aprilia | 13    | + 1 min 32 s 385 | 20     |        |
| 19  | 77  | Aitor Rodriguez     | Aprilia | 13    | + 1 min 38 s 752 | 22     |        |
| Ab. | 17  | Karel Abrahám       | Aprilia | 8     | Abandon          | 11     |        |
| Ab. | 7   | Axel Pons           | Aprilia | 0     | Accident         | 19     |        |
| Ab. | 75  | Mattia Pasini       | Aprilia | 0     | Accident         | 7      |        |

## Classement des 125 cm³
| Pos | Num | Pilote             | Moto    | Tours | Temps          | Grille | Points |
| --- | --- | ------------------ | ------- | ----- | -------------- | ------ | ------ |
| 1   | 29  | Andrea Iannone     | Aprilia | 4     | 8 min 37 s 245 | 3      | 12,5   |
| 2   | 60  | Julián Simón       | Aprilia | 4     | + 0 s 180      | 1      | 10     |
| 3   | 11  | Sandro Cortese     | Derbi   | 4     | + 5 s 211      | 5      | 8      |
| 4   | 44  | Pol Espargaró      | Derbi   | 4     | + 5 s 769      | 8      | 6,5    |
| 5   | 38  | Bradley Smith      | Aprilia | 4     | + 6 s 650      | 2      | 5,5    |
| 6   | 94  | Jonas Folger       | Aprilia | 4     | + 6 s 701      | 10     | 5      |
| 7   | 18  | Nicolás Terol      | Aprilia | 4     | + 6 s 771      | 4      | 4,5    |
| 8   | 17  | Stefan Bradl       | Aprilia | 4     | + 7 s 592      | 7      | 4      |
| 9   | 99  | Danny Webb         | Aprilia | 4     | + 8 s 169      | 13     | 3,5    |
| 10  | 12  | Esteve Rabat       | Aprilia | 4     | + 8 s 678      | 15     | 3      |
| 11  | 77  | Dominique Aegerter | Derbi   | 4     | + 12 s 232     | 18     | 2,5    |
| 12  | 33  | Sergio Gadea       | Aprilia | 4     | + 12 s 237     | 6      | 2      |
| 13  | 45  | Scott Redding      | Aprilia | 4     | + 12 s 360     | 11     | 1,5    |
| 14  | 24  | Simone Corsi       | Aprilia | 4     | + 13 s 754     | 19     | 1      |
| 15  | 14  | Johann Zarco       | Aprilia | 4     | + 13 s 783     | 14     | 0,5    |
| 16  | 16  | Cameron Beaubier   | KTM     | 4     | + 13 s 893     | 22     |        |
| 17  | 7   | Efrén Vázquez      | Derbi   | 4     | + 14 s 170     | 21     |        |
| 18  | 6   | Joan Olivé         | Derbi   | 4     | + 14 s 452     | 12     |        |
| 19  | 8   | Lorenzo Zanetti    | Aprilia | 4     | + 15 s 310     | 20     |        |
| 20  | 73  | Takaaki Nakagami   | Aprilia | 4     | + 16 s 415     | 16     |        |
| 21  | 32  | Lorenzo Savadori   | Aprilia | 4     | + 18 s 602     | 23     |        |
| 22  | 35  | Randy Krummenacher | Aprilia | 4     | + 19 s 355     | 17     |        |
| 23  | 53  | Jasper Iwema       | Honda   | 4     | + 28 s 034     | 25     |        |
| 24  | 87  | Luca Marconi       | Aprilia | 4     | + 28 s 114     | 24     |        |
| 25  | 69  | Lukas Sembera      | Aprilia | 4     | + 28 s 199     | 25     |        |
| 26  | 5   | Alexis Masbou      | Loncin  | 4     | + 28 s 272     | 28     |        |
| 27  | 71  | Tomoyoshi Koyama   | Loncin  | 4     | + 28 s 544     | 27     |        |
| 28  | 10  | Luca Vitali        | Aprilia | 4     | + 53 s 927     | 30     |        |
| Ab. | 93  | Marc Márquez       | KTM     | 3     | Accident       | 9      |        |
| Ab. | 88  | Michael Ranseder   | Haojue  | 3     | Mécanique      | 29     |        |
| DNS | 66  | Matthew Hoyle      | Haojue  |       |                | 31     |        |